# Charles Savarin
Charles Savarin [šárl savarén] (* 2. října 1943 Portsmouth, Dominika) je politik a 10. prezident Dominiky v Karibiku.

## Biografie
Od roku 2005 do roku 2007 byl ministrem zahraničních věcí. 30. září 2013 byl parlamentem zvolen prezidentem Dominiky, kde získal 19 hlasů. Nastoupil do funkce 2. října 2013. 1. října 2018 byl znovu zvolen prezidentem.